# دا نانغ

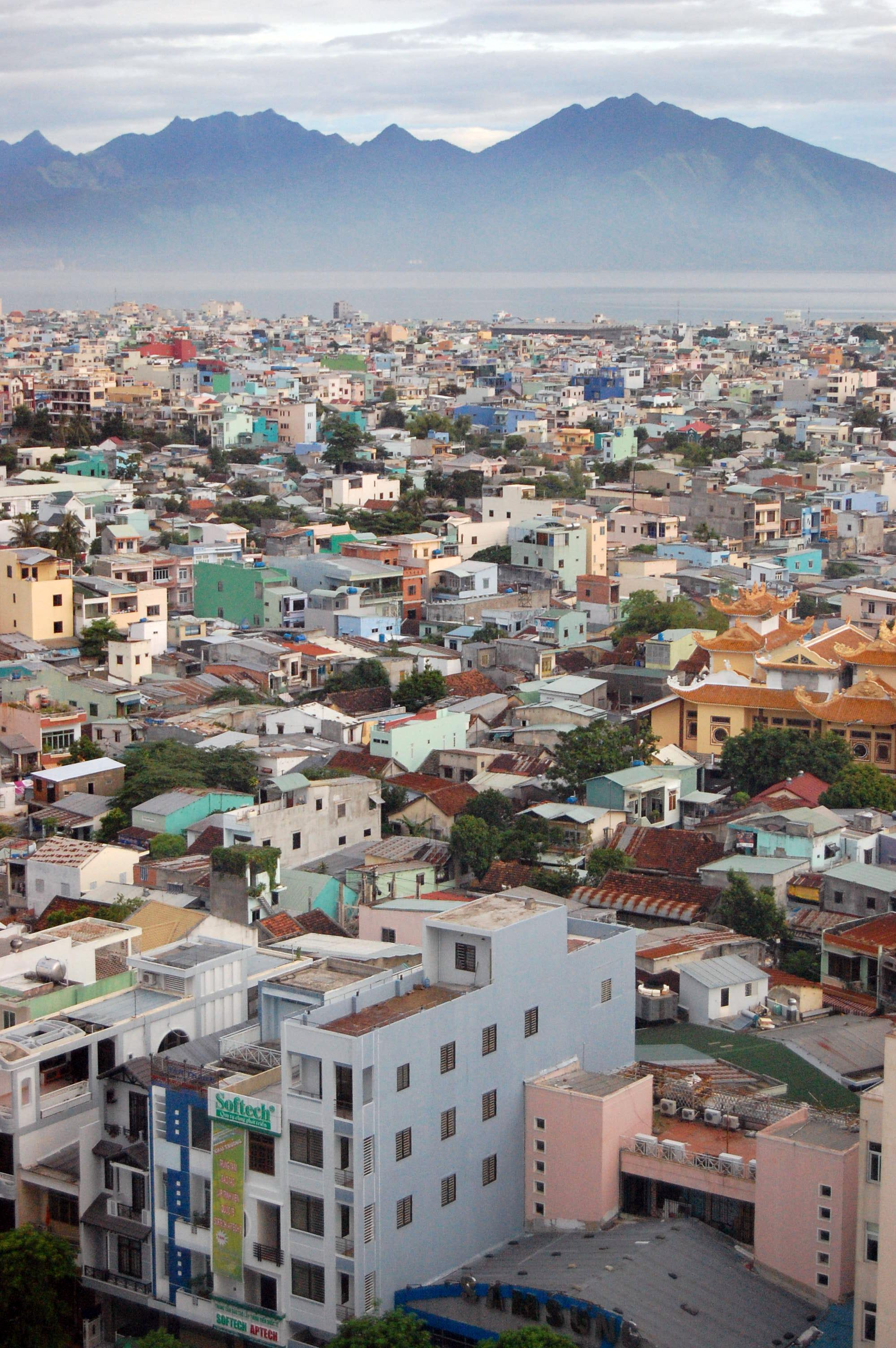

دا نانغ (بالفيتنامية: Đà Nẵng) هي مدينة تقع في وسط جمهورية فيتنام. وهي مركز محافظة دانانغ التي تقع في وسط فيتنام على الساحل. وتعتبر دانانغ المدينة الرابعة في جمهورية فيتنام من حيث عدد السكان، حيث بلغ عدد سكان مدينة دانانغ حوالي 608000 حسب احصائات عام 2004. وتعتبر دانانغ ميناءً رئيسياً في وسط فيتنام، ويوجد في مدينة دانانغ مطار دولي. وهي من المدن السياحية في فيتنام، كما تقع بقربها مدينة هوي آن التي يزورها السياح.

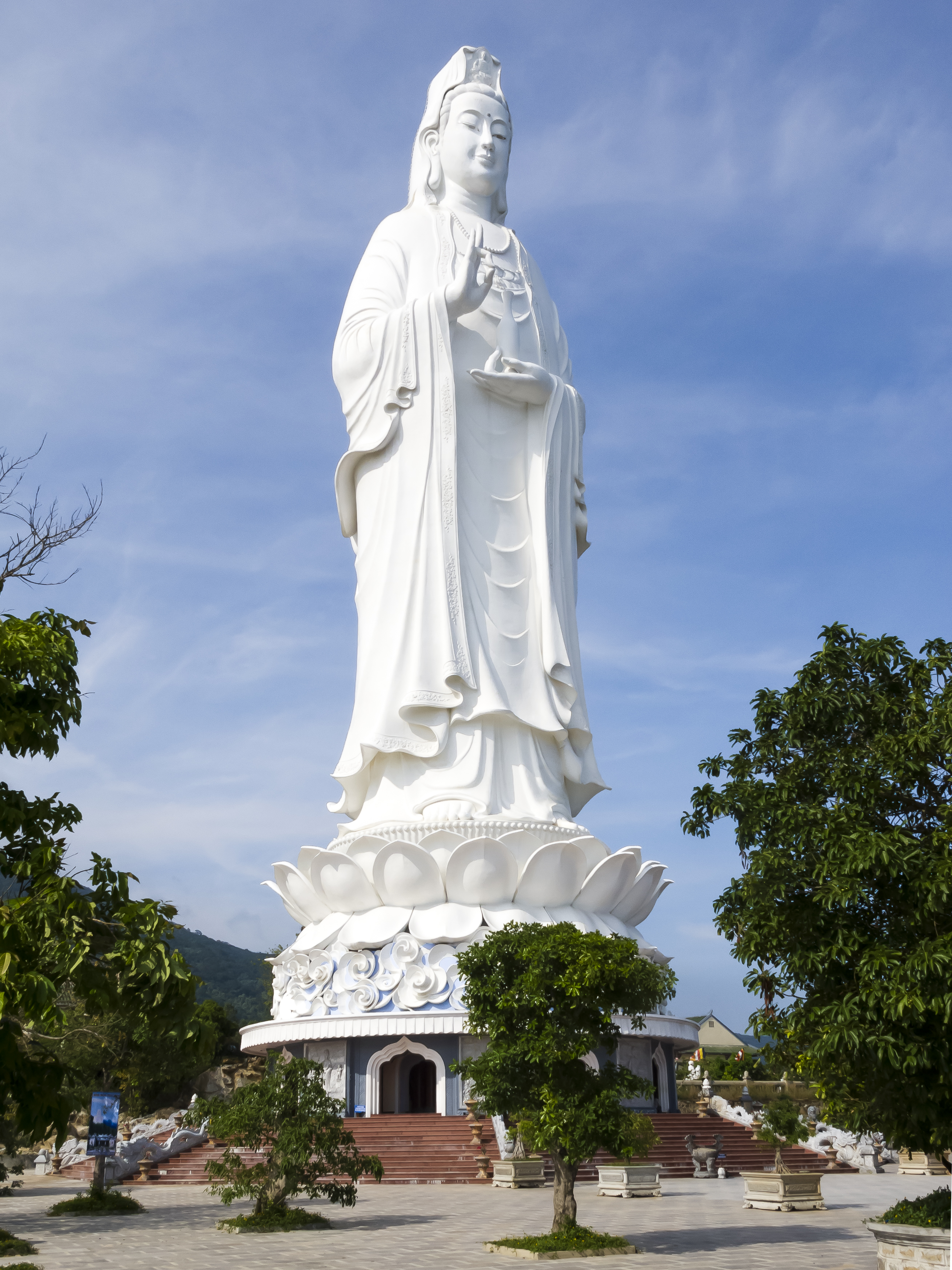
تمثال بوذاساتفا على شبه جزيرة "سون ترا "ويبلغ ارتفاعه 67 متر.

## المناخ
يظهر الجدول التالي التغييرات المناخية على مدار السنة لدا نانغ:
| البيانات المناخية لـدا نانغ                                      | البيانات المناخية لـدا نانغ | البيانات المناخية لـدا نانغ | البيانات المناخية لـدا نانغ | البيانات المناخية لـدا نانغ | البيانات المناخية لـدا نانغ | البيانات المناخية لـدا نانغ | البيانات المناخية لـدا نانغ | البيانات المناخية لـدا نانغ | البيانات المناخية لـدا نانغ | البيانات المناخية لـدا نانغ | البيانات المناخية لـدا نانغ | البيانات المناخية لـدا نانغ | البيانات المناخية لـدا نانغ |
| الشهر                                                            | يناير                       | فبراير                      | مارس                        | أبريل                       | مايو                        | يونيو                       | يوليو                       | أغسطس                       | سبتمبر                      | أكتوبر                      | نوفمبر                      | ديسمبر                      | المعدل السنوي               |
| ---------------------------------------------------------------- | --------------------------- | --------------------------- | --------------------------- | --------------------------- | --------------------------- | --------------------------- | --------------------------- | --------------------------- | --------------------------- | --------------------------- | --------------------------- | --------------------------- | --------------------------- |
| الدرجة القصوى °م (°ف)                                            | 32.8 (91.0)                 | 36.8 (98.2)                 | 37.2 (99.0)                 | 41.1 (106.0)                | 39.4 (102.9)                | 40.0 (104.0)                | 38.3 (100.9)                | 39.0 (102.2)                | 37.8 (100.0)                | 36.1 (97.0)                 | 35.0 (95.0)                 | 32.8 (91.0)                 | 41.1 (106.0)                |
| متوسط درجة الحرارة الكبرى °م (°ف)                                | 25.1 (77.2)                 | 26.1 (79.0)                 | 28.5 (83.3)                 | 31.0 (87.8)                 | 33.1 (91.6)                 | 34.2 (93.6)                 | 34.4 (93.9)                 | 33.9 (93.0)                 | 31.6 (88.9)                 | 29.3 (84.7)                 | 27.1 (80.8)                 | 24.9 (76.8)                 | 29.9 (85.8)                 |
| المتوسط اليومي °م (°ف)                                           | 21.5 (70.7)                 | 22.3 (72.1)                 | 24.2 (75.6)                 | 26.4 (79.5)                 | 28.3 (82.9)                 | 29.2 (84.6)                 | 29.3 (84.7)                 | 29.0 (84.2)                 | 27.5 (81.5)                 | 25.9 (78.6)                 | 24.1 (75.4)                 | 22.1 (71.8)                 | 25.8 (78.4)                 |
| متوسط درجة الحرارة الصغرى °م (°ف)                                | 19.1 (66.4)                 | 20.0 (68.0)                 | 21.5 (70.7)                 | 23.5 (74.3)                 | 24.9 (76.8)                 | 25.6 (78.1)                 | 25.4 (77.7)                 | 25.4 (77.7)                 | 24.3 (75.7)                 | 23.3 (73.9)                 | 21.8 (71.2)                 | 19.7 (67.5)                 | 22.9 (73.2)                 |
| أدنى درجة حرارة °م (°ف)                                          | 8.9 (48.0)                  | 7.8 (46.0)                  | 11.1 (52.0)                 | 7.8 (46.0)                  | 18.9 (66.0)                 | 20.0 (68.0)                 | 17.8 (64.0)                 | 21.4 (70.5)                 | 20.9 (69.6)                 | 12.2 (54.0)                 | 7.2 (45.0)                  | 11.1 (52.0)                 | 7.2 (45.0)                  |
| الهطول مم (إنش)                                                  | 85 (3.3)                    | 25 (1.0)                    | 20 (0.8)                    | 35 (1.4)                    | 84 (3.3)                    | 90 (3.5)                    | 87 (3.4)                    | 117 (4.6)                   | 312 (12.3)                  | 650 (25.6)                  | 432 (17.0)                  | 216 (8.5)                   | 2٬153 (84.8)                |
| متوسط أيام هطول الأمطار                                          | 11.6                        | 6.3                         | 4.1                         | 5.4                         | 9.8                         | 8.7                         | 9.2                         | 11.0                        | 14.4                        | 20.1                        | 20.5                        | 18.3                        | 139.4                       |
| متوسط الرطوبة النسبية (%)                                        | 84.2                        | 83.9                        | 83.5                        | 82.6                        | 79.5                        | 76.5                        | 75.3                        | 77.2                        | 81.9                        | 84.5                        | 84.8                        | 85.5                        | 81.6                        |
| ساعات سطوع الشمس الشهرية                                         | 139                         | 145                         | 188                         | 209                         | 246                         | 239                         | 253                         | 218                         | 176                         | 145                         | 120                         | 103                         | 2٬181                       |
| المصدر #1: Vietnam Institute for Building Science and Technology |                             |                             |                             |                             |                             |                             |                             |                             |                             |                             |                             |                             |                             |
| المصدر #2: الأرصاد الجوية الألمانية (extremes 1939–1993)         |                             |                             |                             |                             |                             |                             |                             |                             |                             |                             |                             |                             |                             |

## توأمة
لدا نانغ اتفاقيات توأمة مع كل من:
- أوكلاند
- سمارانغ
- بيتسبرغ
- ماكاو

## أعلام
- جيمس نجوين
- كاثي واين
- غاري دبليو. مارتيني
- هيب ثي لو
- جون فان